# Magiczne drzewo (film)

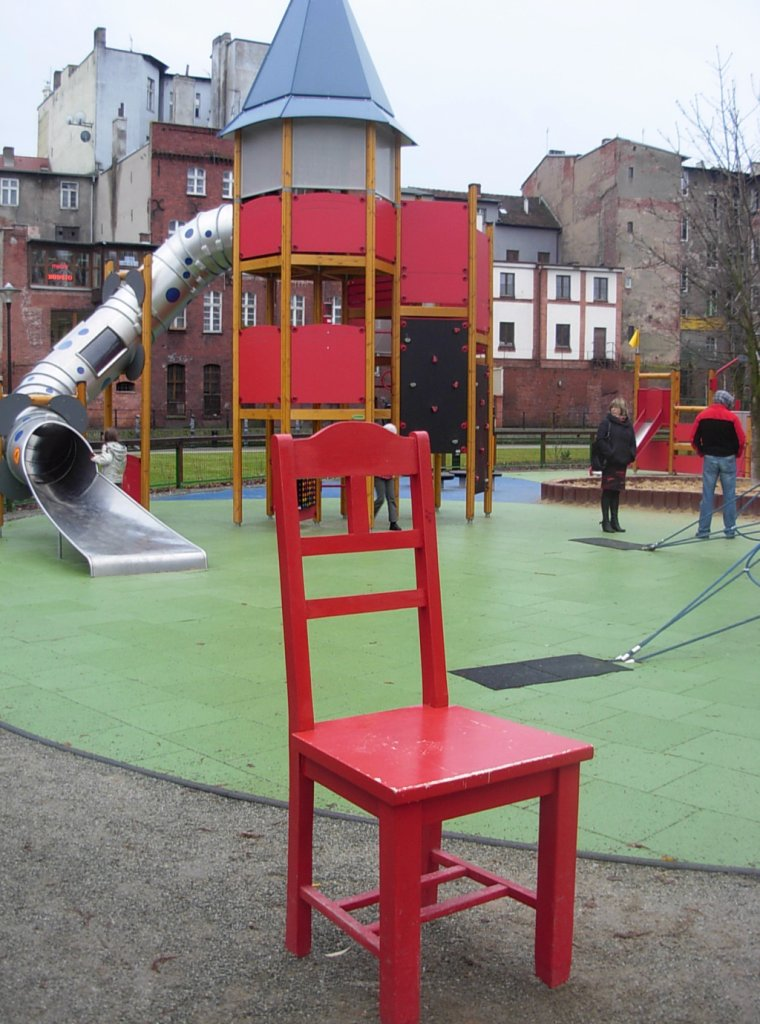
Magiczne krzesło na Wyspie Młyńskiej w Bydgoszczy ustawione na pamiątkę planu filmowego

Magiczne drzewo – polski film fabularny z 2009 roku w reżyserii Andrzeja Maleszki. Film jest kinową kontynuacją popularnego serialu o tym samym tytule. Prezentowany był na festiwalach i przeglądach w kraju i za granicą (m.in. w Niemczech, Finlandii, Norwegii, Czechach, Wielkiej Brytanii, Grecji, USA, Indiach, Egipcie oraz na Tajwanie, Kubie, Ukrainie i Białorusi), zdobywając kilkanaście nagród i wyróżnień.
Okres zdjęciowy: sierpień – wrzesień 2007. Plenery: Bydgoszcz, Warszawa, Szwajcaria Kaszubska, Gdańsk, Gdynia, na Bałtyku na promie „Skandynawia”. 
Film miał swoją premierę na DVD 18 marca 2010 roku.

## Opis fabuły
Burza powaliła olbrzymi, stary dąb. Było to Magiczne Drzewo. Ludzie nie znali jego mocy i zrobili z drzewa setki przedmiotów. W każdym ukryła się cząstka magicznej siły. Wysłano je do sklepów i od tego dnia na całym świecie zaczęły dziać się niezwykłe rzeczy. 
Pewnego dnia, Tosia, Filip i Kuki odnajdują czerwone krzesło, które potrafi chodzić, latać i spełniać życzenia tych, którzy na nim siedzą. Nieopatrznie wypowiedziane życzenie powoduje, że rodzice wyjeżdżają do pracy (zatrudniają się w orkiestrze na statku Queen Victoria), oddając dzieci pod opiekę upiornej ciotki. Dzieci zmieniają ciotkę w małą dziewczynkę i wyruszają na pełną niesamowitych zdarzeń wyprawę, aby odnaleźć rodziców.

## Obsada
- Agnieszka Grochowska − mama
- Andrzej Chyra − tata
- Maja Tomawska − Tosia
- Filip Fabiś − Filip
- Adam Szczegóła − Kuki
- Joanna Ziętarska − mała ciotka
- Hanna Śleszyńska − ciotka
- Dominika Kluźniak − Marcelina
- Maciej Wierzbicki − Max
- Anna Guzik − konduktorka
- Radosław Krzyżowski − konduktor
- Michał Piela − kierowca
- Ryszard Gralak − kierowca autobusu
- Eryk Lubos − akustyk
- Elżbieta Gruca − pasażerka autobusu
- Bartosz Kańtoch − sprzedawca
- Waldemar Czyszak − robotnik I
- Paweł Tchórzelski − robotnik II
- Artur Janusiak − kucharz
- Kamil Cetnarowicz − steward

## Nagrody i wyróżnienia
- Nagroda Marszałka Województwa Małopolskiego dla najlepszego filmu familijnego na 2. Festiwalu Filmów Dziecięcych Galicja 2009 (wrzesień 2009)
- Nagroda Specjalna „Prawa dziecka” (The Rights of the Child Award) na 26. Międzynarodowym Festiwalu Filmów Dziecięcych w Chicago (The Chicago International Children’s Film Festival) (listopad 2009)
- Nagroda Międzynarodowego Centrum Filmów dla Dzieci i Młodzieży (CIFEJ) na 28. Międzynarodowym Festiwalu Filmów dla Dzieci i Młodzieży w Oulu w Finlandii (Oulu International Children and Youth Film Festival) (listopad 2009)
- Nagroda główna „Garabato” na 31. Międzynarodowym Konkursie Filmów dla Dzieci i Młodzieży w Hawanie na Kubie (grudzień 2009)
- Nagroda główna dla najlepszego filmu pełnometrażowego na festiwalu BAMkids Film Festival w Nowym Jorku (marzec 2010)
- Grand Prix i Nagroda Publiczności na Międzynarodowym Festiwalu Filmów dla Dzieci w Tajpej na Tajwanie (kwiecień 2010)
- Grand Prix i Nagroda Publiczności na Międzynarodowym Festiwalu Filmów dla Dzieci w Kristiansand w Norwegii (Kristiansand Internasjonale Barnefilmfestival) (maj 2010)
- Nagroda główna dla najlepszego filmu dziecięcego na 50. Międzynarodowym Festiwalu Filmów dla Dzieci i Młodzieży w Zlinie w Czechach (czerwiec 2010)
- Nagroda Publiczności na Międzynarodowym Festiwalu Filmowym w Monachium (lipiec 2010)
- Nagroda dla Najlepszego Filmu, tytuł „Najbardziej Zachwycającego Filmu”, Nagroda dla Najlepszej Aktorki (Maja Tomawska), Nagroda dla Najlepszego Aktora (Adam Szczegóła), Nagroda Specjalna Radia Dziecięcego z Rosji za Najlepszą Muzykę (Krzesimir Dębski), Dyplom Festiwalu za wyrazistą grę młodych wykonawców na Międzynarodowym Festiwalu Filmów dla Dzieci w Arteku na Ukrainie (lipiec 2010)
- Grand Prix Jury Dziecięcego oraz Nagroda Specjalna Jury Profesjonalnego 12. Festiwalu Filmowego dla Dzieci i Młodzieży Listapadzik w Mińsku na Białorusi (listopad 2010)
- Nagroda specjalna „Platynowe Koziołki” na 28. Międzynarodowym Festiwalu Filmów Młodego Widza Ale Kino! w Poznaniu (grudzień 2010)